# Hugo César Rodríguez
Hugo César Rodríguez (Lobería, 12 de marzo de 1950-Ibídem, 19 de octubre de 2013) fue un profesor de educación física y político argentino. Desde 2003 hasta 2013 ocupó el cargo de Intendente del Partido de Lobería, Provincia de Buenos Aires, Argentina. Anteriormente fue Concejal del mismo partido. Murió a los 63 años asesinado a manos de un empleado municipal.

## Biografía
Nació el 12 de marzo de 1950 en la ciudad de Lobería. Con su primer matrimonio tuvo un hijo y una hija, y en el año 2010, tras haber enviudado, contrajo matrimonio con la docente Marisa Franco.
Ejerció la profesión de docente de Educación Física con el título de Profesor Nacional de Educación Física y dio clases en varias escuelas primarias y secundarias de la ciudad. Fue el primer director del Centro de Educación Física (CEF) N.º 43 de la ciudad desde que se creó mediante la resolución ministerial nº867/83, en el año 1983, y fue titular a partir de 1993. Gestionó la extensión de esta institución hacia Napaleofú y San Manuel, dos localidades del Partido de Lobería, y así se formó el CEF Nº139.

## Actividad pública
Asumió como Concejal del Partido de Lobería por el Partido Justicialista en el año 1991 y renovó banca en las elecciones de 1995. Fue electo tres veces consecutivas para el cargo de Intendente del Partido de Lobería, entre los años 2003 y 2013. Cuando asumió en el 2003, sucedió al gobierno de Ricardo Jano de la Unión Cívica Radical y terminó con un periodo de doce años de gobiernos radicales. En las elecciones del año 2007 ganó con un 56% de los votos. En el 2008 hizo frente al conflicto generado por el establecimiento de un sistema móvil para las retenciones impositivas a las exportaciones, por parte del gobierno nacional. que generó el descontento del sector agropecuario en una ciudad donde la producción agrícola-ganadera representa la principal actividad económica. En el año 2009 perdió en las elecciones legislativas ante la UCR y el sector del Peronismo no K. Se postuló hacia su tercer mandato en las elecciones del año 2011 y triunfó con un 52,77% de los votos frente al 44,42% del candidato opositor Leandro Storti de la Unión para el Desarrollo Social.
Entre las obras realizadas durante su gestión, se encuentra la inauguración de la primera etapa de rehabilitación del hogar de ancianos "Sor Teresa de Calcuta", la remodelación e inauguración del sector maternidad "Madres y Abuelas de Plaza de Mayo" del Hospital Municipal Gaspar M. Campos, la inauguración del centro integrador comunitario "Evita", la construcción del edificio de la Escuela secundaria Técnica Nº1 "René Favaloro", la construcción de viviendas en adhesión a los Planes Federales (FO.NA.VI), la restauración de la Ruta Provincial 227 en conjunto con el Gobierno del Partido de Necochea y el comienzo de actividades extractoras en canteras, entre otras.
Tras su muerte, le sucedió en el cargo Diana Argüello, quien era segunda en la lista de Concejales del Frente para la Victoria, por renuncia de quien ocupaba el primer lugar, como establece la Ley 6769/1958, Ley Orgánica de las Municipalidades de la Provincia de Buenos Aires.

## Asesinato
En la noche del 19 de octubre de 2013, en época de campaña electoral por las PASO y como precandidato a senador provincial, fue asesinado de  disparos cuando realizaba actividad aeróbica en el Parque Municipal Narciso del Valle, acompañado de Héctor Álvarez, el entonces director del Taller Protegido de la ciudad. El responsable del asesinato, Julio César Aldecoa de 54 años, era un empleado municipal, director del Galpón Vial Municipal desde el 2003, que había sido desplazado recientemente de su puesto por Hugo César Rodríguez, quien advirtió irregularidades en el desempeño de sus actividades y tras un evento de agresión hacia otro empleado municipal. Después de haber amenazado de muerte a Rodríguez, lo esperó en el lugar del hecho. De un primer disparo mató a Héctor Álvarez, quien falleció al instante, aunque el asesino confiesa posteriormente que no tenía intenciones de atacarlo a él. Luego, arremetió contra Rodríguez mientras éste intentaba escapar, y una vez en el piso le asestó un golpe en la cabeza con un hacha, post mortem según develó la autopsia. El asesino confesó inmediatamente y en junio de 2015 fue condenado a prisión perpetua por el Tribunal Oral en lo Criminal N.º 1 de Necochea bajo la carátula de doble homicidio doblemente agravado por el uso de arma y alevosía.

## Reconocimientos
En el año 2023 se decidió, por votación de la comunidad, nombrar al Centro de Educación Física (CEF) Nº43 de Lobería "Profesor Hugo César Rodríguez" en su honor, institución de la que fue parte y en la que había desempeñado el cargo de director.